# Chlorethe ingae
Chlorethe ingae là một loài bọ cánh cứng trong họ Cerambycidae.